# Das Domino-Komplott
Das Domino-Komplott ist ein Kriminalroman, ein Thriller von Adam Kennedy.

## Inhalt
Roy Tucker sitzt seit fünf Jahren im Gefängnis. Er wurde wegen Mordes zu zwanzig Jahren Haft verurteilt und teilt die Zelle mit Oscar, der sein bester Freund geworden ist. Einige geheimnisvolle Männer in Schwarz bieten Roy, mit Wissen des Gefängnisdirektors, einen Handel an: die Freiheit für einen nicht näher beschriebenen Job, den er für sie ausführen soll. Roy stimmt zu, verlangt aber auch für Oscar die Freiheit.
Mit gefälschten Ausweisen gelangen die beiden Häftlinge nach Chicago. Hier erfährt Roy, dass er einen Mord begehen soll und lehnt ab. Die Unbekannten drohen, Oscar zu töten, aber Roy weigert sich abermals. Nun wird Oscar erschossen. Roy stellt den Auftraggeber zur Rede und weigert sich wiederum, den Auftrag auszuführen. Jetzt kündigt man ihm an, dass in diesem Fall auch seine Frau umgebracht werde.
Roy führt den offenbar politisch motivierten Auftragsmord aus. Danach ist er für die Auftraggeber wertlos, sogar gefährlich geworden und wird gejagt, kann aber entkommen. Er sucht Unterschlupf auf der verlassenen Farm, wo er aufwuchs und muss von jetzt an mit der Sorge leben, eines Tages gefunden zu werden.

## Sonstiges
Das Buch war Vorlage für den gleichnamigen Film (Originaltitel The Domino Principle, USA 1976, Regie Stanley Kramer, Hauptdarsteller Gene Hackman).